# Wydział Rehabilitacji Ruchowej Akademii Wychowania Fizycznego im. Bronisława Czecha w Krakowie
Wydział Rehabilitacji Ruchowej Akademii Wychowania Fizycznego im. Bronisława Czecha w Krakowie – jeden z trzech wydziałów Akademii Wychowania Fizycznego im. Bronisława Czecha w Krakowie. Jego siedziba znajduje się przy Al. Jana Pawła II 78 w Krakowie. Powstał w 2002 roku.

## Struktura
- Katedra Fizjologii i Biochemii
  - Zakład Fizjologii Mięśni[3]
- Katedra Fizjoterapii
  - Zakład Anatomii
  - Zakład Kinezyterapii
  - Zakład Medycyny Fizykalnej i Odnowy Biologicznej[4]
- Katedra Rehabilitacji Klinicznej
  - Zakład Rehabilitacji w Chorobach Wewnętrznych
  - Zakład Rehabilitacji w Chorobach Wieku Rozw.
  - Zakład Rehabilitacji w Neurologii i Psychiatrii
  - Zakład Rehabilitacji w Ortopedii
  - Zakład Rehabilitacji w Reumatologii i Geriatrii
  - Zakład Rehabilitacji w Traumatologii[5]
- Katedra Społecznych Podstaw Rehabilitacji
  - Zakład Nauk Społecznych
  - Zakład Promocji Zdrowia
  - Zakład Sportu Niepełnosprawnych[6]
- Katedra Terapii Zajęciowej
  - Zakład Klinicznych Form Terapii Zajęciowej
  - Zakład Teoretycznych Podstaw Terapii Zajęciowej[7]
- Katedra Kosmetologii
  - Zakład Biochemii i Podstaw Kosmetologii
  - Zakład Kosmetologii Profesjonalnej[8]

## Kierunki studiów
- fizjoterapia
- terapia zajęciowa
- kosmetologia[9]

## Władze
Dziekan: dr hab. prof. nadzw. Marek Pieniążek

Prodziekan: dr Dorota Gazurek

Prodziekan: dr med. Jacek Głodzik

Prodziekan ds. Rozwoju Naukowego Kadr i Studiów Doktoranckich: dr hab. Piotr Mika